# Meudon

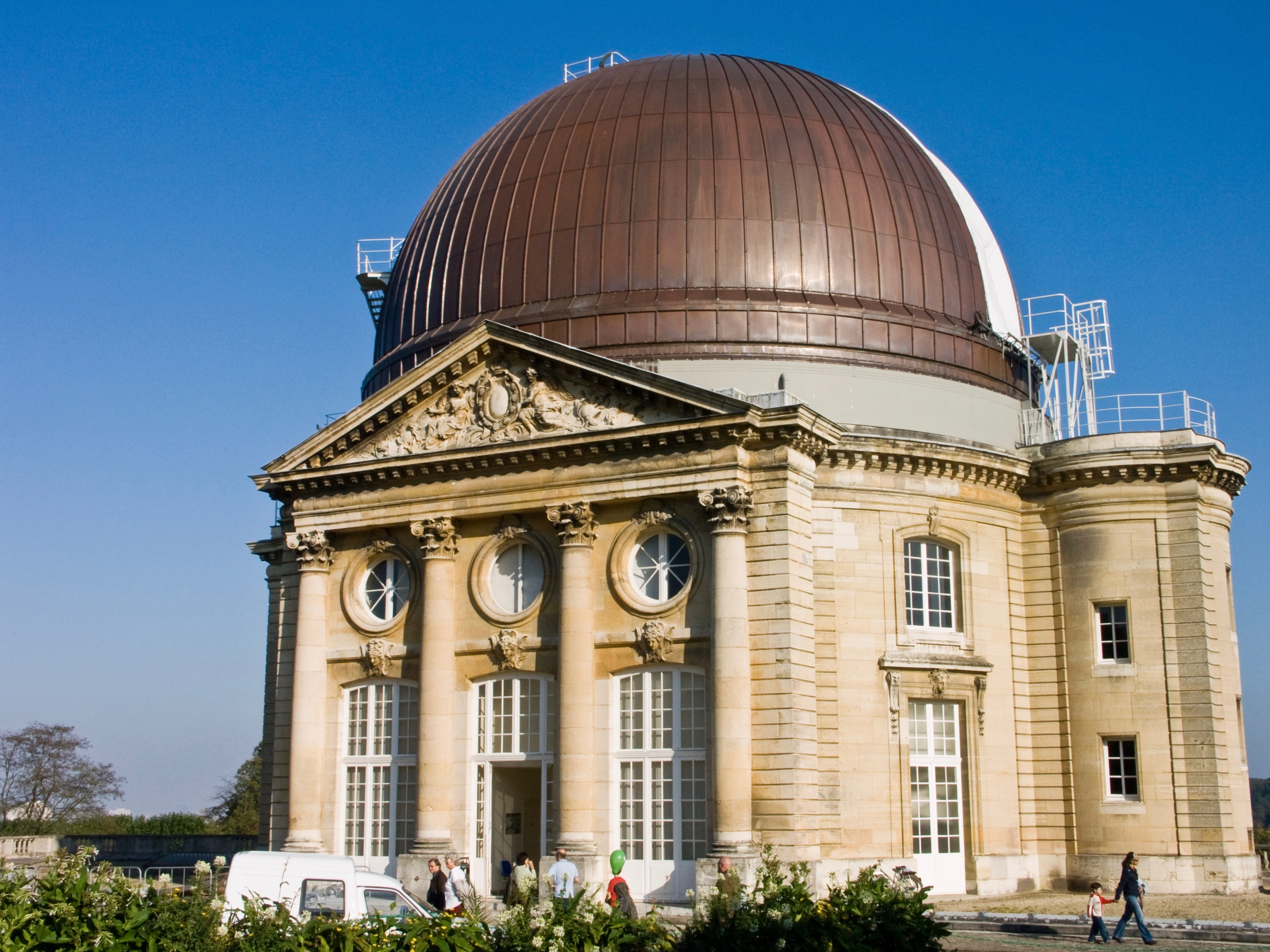
Das Observatorium

Bahnhof Meudon - Val Fleury der RER C

Meudon [møˈdõ] ist eine französische Stadt mit 46.722 Einwohnern (Stand 1. Januar 2022) in der Pariser Umgebung (französisch Banlieue), zwölf Kilometer südwestlich der Hauptstadt. Die Stadt gehört zum Département Hauts-de-Seine in der Île-de-France. Die Einwohner werden Meudonnais genannt.
Meudon ist besonders durch die Forschung geprägt: ONERA und CNRS forschen hier. Das 1875 gegründete Observatorium ist seit 1926 verwaltungsmäßig dem Pariser Observatorium angeschlossen.
Das IUCAF hat hier seinen Sitz.

## Stadtgliederung
Die Stadt Meudon gliedert sich in die Ortsteile Meudon-Ville, Bellevue, Val-Fleury, Bas-Meudon und Meudon-la-Forêt.

## Geschichte
Meudon ist seit dem Neolithikum bewohnt; sein keltischer Name ist Mole-Dum (Sandhügel), die Römer latinisierten dies zu moldunum.
Eine erste urkundliche Erwähnung findet sich für 769 in einer ungedruckten Urkunde, die vom französischen Historiker Bordier 1846 veröffentlicht wurde (Bordier Nr. 072 in www.francia.ahlfeldt.se). Aus einem merowingischen castrum entwickelte sich eine mittelalterliche Burg, die im 17. Jahrhundert zu einem Schloss (Altes Schloss) ausgebaut wurde. Im 16. Jahrhundert entstand unter Kardinal Charles de Lorraine-Guise das alte Schloss Meudon. Der Grand Dauphin ließ bis 1706 durch Jules Hardouin-Mansart das sogenannte Neue Schloss (französisch Château neuf) gleich neben dem alten erbauen. Bekannt sind bis heute insbesondere die großzügigen Parkanlagen. Das alte Schloss brannte während der Französischen Revolution 1795 ab. Das Neue Schloss wurde während des französisch-deutschen Krieges bei Kämpfen im Januar 1871 zerstört.
1842 ereignete sich hier der schwerste Eisenbahnunfall der frühen Eisenbahngeschichte. 
Im 19. Jahrhundert war die Stadt ein beliebter Wohnort von Musikern und Künstlern; es wurde aber auch zu einem Industriestandort für Metallwaren und Explosivstoffe.
Der Asteroid (5767) Moldun ist nach der Stadt benannt.

## Sehenswürdigkeiten
- Blick auf die Seine-Schleife.

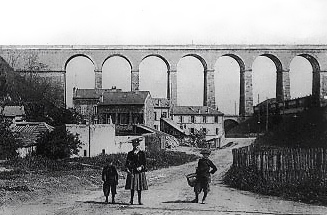
Eisenbahnviadukt von Meudon

- Auguste-Rodin-Museum in der Villa des Brillants (Dépendance des Pariser Rodin-Museums).
- Die berühmten Schlossterrassen mit beeindruckenden Abmessungen: 260 m lang, 140 m breit, 14 m hoch. An der Stelle des alten Schloss Meudon heute das Observatorium.
- Die Salon-Orgel des bedeutenden Organisten und Komponisten Marcel Dupré in seinem ehemaligen Wohnhaus 40 boulevard Anatole France.
- Das im Südwesten Meudons gelegene Waldgebiet Forêt de Meudon erstreckt sich mit einer Gesamtfläche von rund 1100 ha auch auf Gebiete der Nachbargemeinden und ist ein beliebtes Naherholungsgebiet auch für die Bewohner der Hauptstadt.
- Das Eisenbahnviadukt von Meudon, das als ältestes Ingenieurbauwerk des französischen Eisenbahnwesens gilt.
- Der Fernmeldeturm Meudon, der zu den ersten Fernsehtürmen Frankreichs zählt.
- Der Hangar Y, die älteste (erbaut ab 1877) und eine der wenigen noch erhaltenen Luftschiffhallen in Europa.

- Dolmen von Ker-Han
- Menhir Chêne des Missions

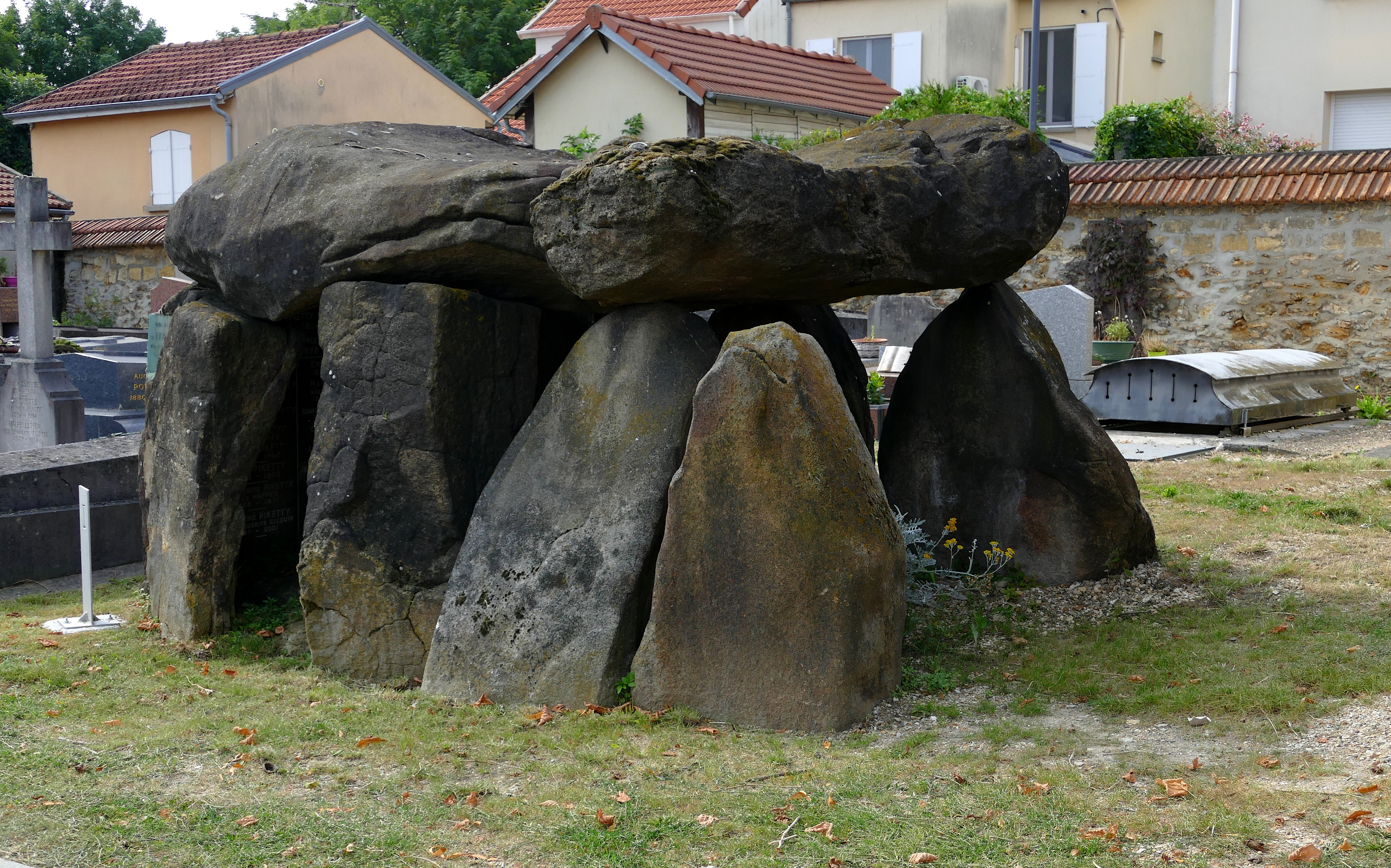
Dolmen von Ker-Han

- Allée couverte de la Pierre de Rabelais

Der Dolmen von Ker-Han-Dolmen wurde von seinem ursprünglichen Standort in Saint-Philibert im Département Morbihan hierher versetzt, um auf dem Friedhof von Longs Réages in Meudon als Grabmal zu dienen.

## Städtepartnerschaften

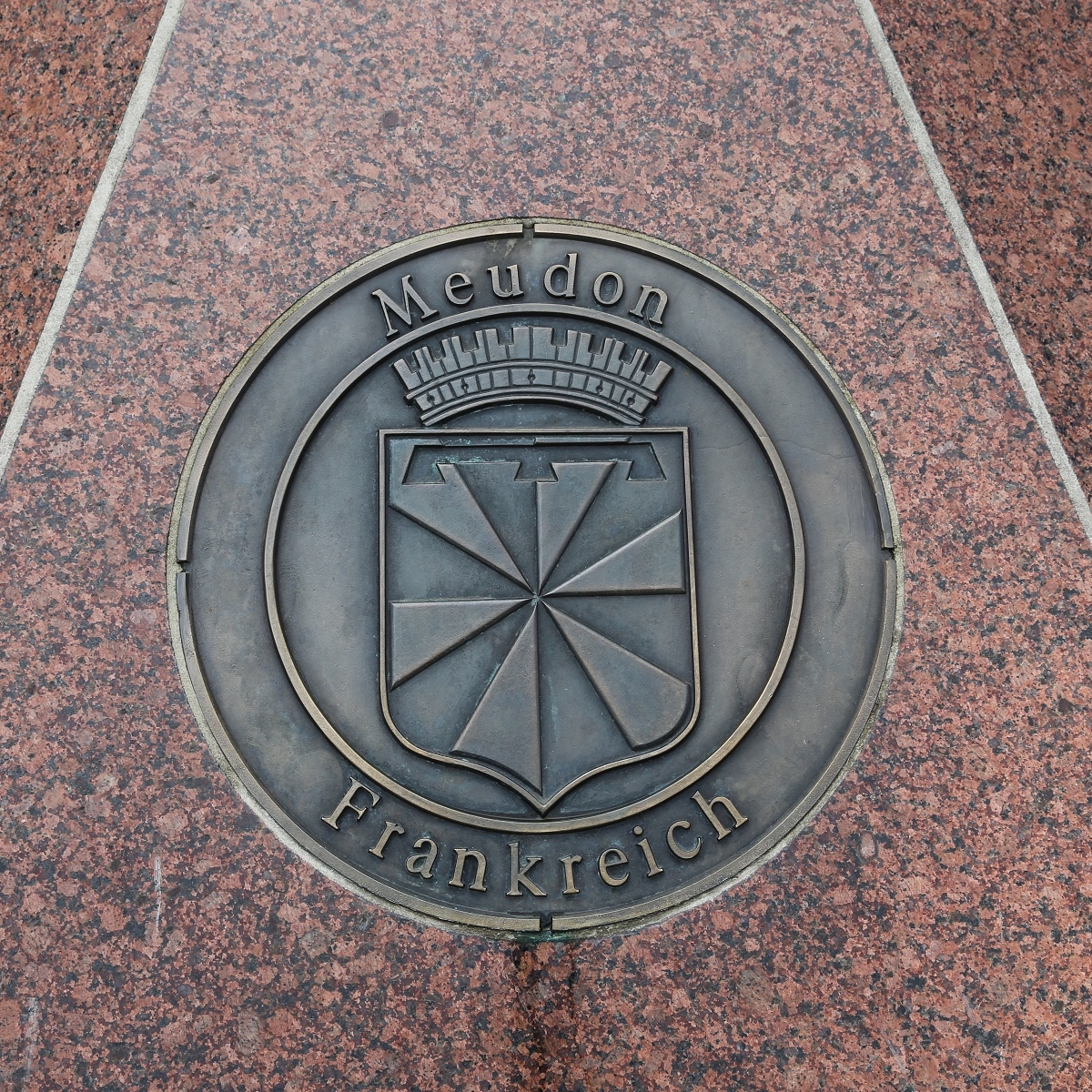
Siegel in Partnerstadt Celle (Deutschland), Granit-Kunstwerk

Meudon unterhält seit 1953 eine Städtepartnerschaft mit Celle (Deutschland). Außerdem bestehen Partnerschaften mit Woluwe-Saint-Lambert (Belgien, seit 1958), Ciechanów (Polen, seit 1970), Rushmoor (Großbritannien, seit 1972), Mazkeret Batya (Israel, seit 1987) und Brezno (Slowakei, seit 4. Mai 1999).

## Verkehrsanbindung
Die Verkehrsanbindung erfolgt u. a. durch die Pariser S-Bahn RER, Linie C, Richtung Versailles/Saint-Quentin-en-Yvelines bis Meudon Val Fleury. Das Tal des Ru d'Arthelon wird hier auf der Strecke nach Versailles durch den Eisenbahnviadukt von Meudon überquert. Er gilt als ältestes Ingenieurbauwerk des französischen Bahnwesens.
Der Transilien N fährt nach Bahnhof Paris-Montparnasse.

## Persönlichkeiten

### In Meudon geboren
- Paul Gsell (1870–1947), Kunstkritiker und Schriftsteller
- Gabrielle Renaudot Flammarion (1877–1962), Astronomin
- Jean Gaupillat (1891–1934), Unternehmer und Autorennfahrer
- André Ekyan (1907–1972), Jazz-Musiker (Klarinette, Saxophon), Komponist und Arrangeur
- Paul Chocque (1910–1949), Radsportler
- Lionel Jospin (* 1937), sozialistischer Politiker und französischer Premierminister (1997–2002)
- Noëlle Châtelet (* 1944), Schauspielerin, Autorin und Hochschullehrerin
- Julie Deiters (* 1975), niederländische Hockeyspielerin
- Grégoire Defrel (* 1991), Fußballspieler
- Nicolas Isimat-Mirin (* 1991), Fußballspieler
- SDM (* 1995), Rapper
- Florian Maitre (* 1996), Radsportler
- Clément Akpa (* 2001), ivorisch-französischer Fußballspieler

### In Meudon gestorben
- Jules Dumont d’Urville (1790–1842), Seefahrer und Polarforscher
- Édouard-Gérard Balbiani (1823–1899), Embryologe und Zoologe
- Jules Janssen (1824–1907), Astronom, Entdecker des Heliums
- Alexandre Guilmant (1837–1911), Organist, Komponist und Musikpädagoge
- Auguste Rodin (1840–1917), Bildhauer
- Louis-Ferdinand Céline (1894–1961), Schriftsteller
- Marcel Dupré (1886–1971), Organist, Komponist und Musikpädagoge
- Alberto Magnelli (1888–1971), Maler, Künstler

### Andere Persönlichkeiten
- François Rabelais (1494, vielleicht 1483 bis 1553) war hier Pfarrer (1551–1553), besuchte seine Pfründe aber nie.
- Richard Wagner (1813–1883), wohnte in Meudon von April 1841 bis Oktober des gleichen Jahres, schrieb hier seinen ersten Entwurf für den Fliegenden Holländer und komponierte die wesentlichen Teile dieses Werkes.
- Édouard Manet (1832–1883), hielt sich 1879 und 1880 im Ortsteil Bellevue einige Monate zur Kur auf.
- Léonie Rouzade (1839–1916), Feministin und Schriftstellerin, lebte in Meudon.
- Hans Arp (1886–1966) und Sophie Taeuber (1889–1943), wohnten hier 1929–1940.
- Isadora Duncan (1877–1927) eröffnete hier 1913 ihre Tanzschule.
- Marina Zwetajewa (1892–1941) lebte in Meudon von 1925 bis 1939.
- Serge Brignoni (1903–2002) Maler, Plastiker und Sammler wohnte ab 1927 mehrere Jahre in Meudon-Bellevue.
- Alexandre Rachmaninoff-Conus (1933–2012), Enkel des Komponisten Sergej Rachmaninoff, wurde 2012 hier auf dem Friedhof Longs Réages begraben.